# Pamětní medaile 9. střeleckého pluku Karla Havlíčka Borovského
Pamětní medaile 9. střeleckého pluku Karla Havlíčka Borovského, je pamětní medaile 9. střeleckého pluku K. H. Borovského, která byla založena v průběhu roku 1948 při příležitosti 30. výročí založení této jednotky v Rusku.
Medaile se předávala v prosté papírové krabičce s malou stužkou a dekretem.